# Weekend Wave〜わじまっぷ〜
『Weekend Wave〜わじまっぷ〜』（ウィークエンド・ウェーブ わじまっぷ）は、2012年7月14日から2013年2月23日、および同年8月31日から2015年3月28日までエフエム石川 (HELLO FIVE) で放送されていたラジオ番組である。
石川県輪島市の観光情報を発信していた番組で、第1期・第2期ともに毎週土曜 11:00 - 11:30（日本標準時）に放送。パーソナリティは、2014年3月29日までは榊原亜紀が、同年4月5日からは浅野美寿々が務めていた。浅野の担当期には、他に坂本藍も出演していた。
リスナーメッセージは電子メールでのほか、輪島市内の主な観光施設に設けられていたメッセージボックスでも受け付けていた。